# عبلال (ذي السفال)

تعديل مصدري - تعديل

عبلال هي إحدى قرى عزلة خنوة بمديرية ذي السفال التابعة لمحافظة إب، بلغ تعداد سكانها 1451 نسمة حسب تعداد اليمن لعام 2004.